# Opuntia inaequilaterlis
Opuntia inaequilaterlis là một loài thực vật có hoa trong họ Cactaceae. Loài này được A. Berger mô tả khoa học đầu tiên năm 1905.